# Pod kupolí (kniha)
Pod kupolí je kniha Stephena Kinga žánru sci-fi. V originále byla kniha vydána v listopadu 2009. Jedná se o přepsání knihy, kterou King začal pod stejným názvem psát roku 1972 a později v roce 1982 s názvem The Cannibals (Kanibalové). Jak King avizoval na své oficiální stránce, tyto dvě nedokončené knihy byly "dva velmi rozdílné pokusy o zpracování téhož nápadu, který se zabývá chováním lidí, jsou-li odříznuti od společnosti, ke které vždy patřili. Takže The Cannibals měla být stejně jako Nezbytné věci sociální komedie. Nové Pod kupolí je bráno smrtelně vážně." Z původně napsaného materiálu je v knize zahrnuta pouze původní kapitola.

## Děj
V 11:44 hodin dopoledne v sobotu 21. října blíže neurčeného roku po roce 2012 (podle zmínky o druhé volební kampani Baracka Obamy v roce 2012), možná v roce 2017, protože to je nejbližší 21. říjen, který po tomto roce připadá na sobotu) je městečko Chester's Mill ve státě Maine odděleno od okolního světa neviditelnou neproniknutelnou bariérou neznámého původu. Tato událost způsobí mnoho zranění a několik úmrtí a uvězní bývalého armádního důstojníka Dalea "Barbieho" Barbaru, který se kvůli potyčkám s místními snaží městečko opustit.
Policejní náčelník Howard "Vévoda" Perkins brzy zemře, když exploduje jeho kardiostimulátor poté, co se příliš přiblíží ke kupoli, což odstraní poslední osobu, která stojí v cestě bývalému prodejci aut a současnému druhému radnímu města Jamesovi "Velkému Jimovi" Renniemu. Ten bere kupoli jako příležitost k rozjetí své mocenské hry o městečko.

## Postavy
- Dale "Barbie" Barbara - bývalý armádní poručík. Po opuštění armády se stal tulákem. Po potyčce s Juniorem Renniem a jeho přáteli se chystal opustit město, ale byl spolu s jeho obyvateli uvězněn pod kupolí. Americká armáda jej určila jako držitele pořádku ve městě, což ale nebylo možné kvůli Velkému Jimovi. Později je obviněn z několika zinscenovaných vražd. Je jedním z 26 přeživších Kupole.
- Julia Shumwayová - Cynická a zvídavá majitelka a editorka místních novin (Demokrat). Přes svůj telefon se stane spojkou mezi Colonelem Coxem (Armádní důstojník vně kupole) a Dalem Barbarou. Mezi ní a Barbarou je romantická linie.